# Thai-Massage

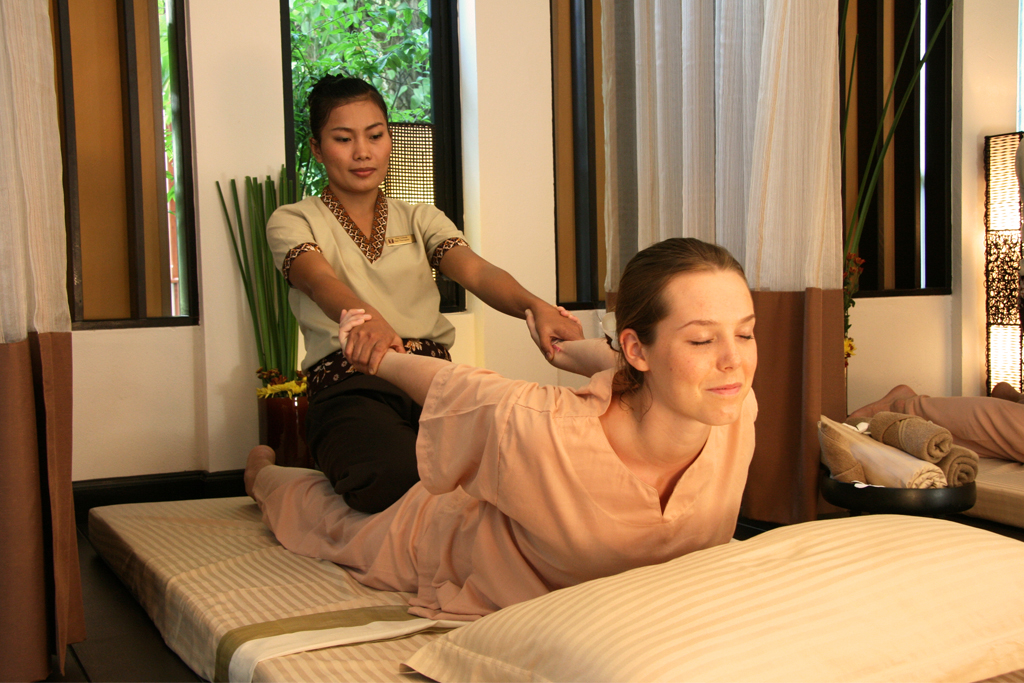
Typische Thai-Massage-Technik: Rückendehnung in der „Kobra“-Position

Die traditionelle Thai-Massage (TTM) ist ein System von Massage-Techniken, die in Thailand unter der thailändischen Bezeichnung Nuat Phaen Boran (thailändisch นวดแผนโบราณ) bekannt ist, was wörtlich übersetzt „Massieren nach uraltem Muster“ bedeutet. Im westeuropäischen Raum nennt sie sich auch Thai-Yoga-Massage. Die Thai-Massage besteht aus passiven, dem Yoga entnommenen Streckpositionen und Dehnbewegungen, Gelenkmobilisationen und Druckpunktmassagen. Vereinfacht kann sie daher als Kombination aus (passivem) Yoga und Akupressur zusammengefasst werden.

## Beschreibung
Zehn ausgewählte „Energielinien“ (Thai: สิบเส้น – sip sen), die nach traditioneller Lehre den Körper durchziehen sollen, werden über sanfte Dehnung und mit dem rhythmischen Druck von Handballen, Daumen, Knien, Ellenbogen und Füßen bearbeitet. Die Thai-Massage findet bekleidet auf einer Bodenmatte statt. Sie zeichnet sich durch ihren dynamischen kraftvollen Aspekt aus. Eine klassische Thai-Massage-Routine für einen Patienten ohne besondere Beschwerden besteht aus mindestens 77 einzelnen Behandlungstechniken und benötigt wenigstens 1½ Stunden, eine individualisierte Behandlung kann bis zu drei Stunden dauern.
2019 wurde Nuad Thai in die UNESCO-Liste des immateriellen Kulturerbes der Menschheit aufgenommen.

## Geschichte und Herkunft
Die Yogaelemente (Fisch, Pflug, Brücke, Zange etc.) der Thai-Massage und die Terminologien verweisen auf einen indischen Ursprung. In ihrer Bezeichnung und ihrem Verlauf ähneln die Energielinien der Thai-Massage (Thai: เส้น – sen) den in Indien gebräuchlichen Energielinien (prana-nadis): Sen Sumana (thai – เส้นสุมนา) – Sushumna nadi (sanskrit), Sen Ittha (thai – เส้นอิทา) – Ida nadi (sanskrit), Sen Pingkhla (thai – เส้นปิงคลา) – Pingala nadi (sanskrit).
Die Urheberschaft der Thai-Massage wird dem nordindischen Arzt Jīvaka-Komārabhacca (andere Schreibweise: Jivakar Kumar Bhaccha) zugerechnet. Noch heute wird er in Thailand als „Vater der Medizin“ verehrt und in einer Andacht (thai: Wai Khru – ไหว้ครู) zu Beginn der Thai-Massage erwähnt („Om Namo Jivago..“).
Jīvaka-Komārabhacca war Zeitgenosse Buddhas und hat im 5. Jahrhundert v. Chr. in Indien gelebt. Im Pali-Kanon, den alten Schriften des Buddhismus der südlichen Schule des Theravada, wird er als Leibarzt des indischen Magadha-Königs Bimbisara genannt. König Bimbisara war dem Buddha verbunden und suchte ihn wiederholt auf. Auch Jīvaka-Komārabhacca stand in Kontakt zu Buddha und hat ihn und seine Mönchsgemeinde ärztlich betreut.
Die Thai-Massage muss in einem Zirkel von Mönchen, die von Indien nach Myanmar übersiedelten, in Südostasien überliefert worden sein – vermutlich über viele Jahrhunderte zunächst mündlich in buddhistischen Tempeln. Dies kann frühestens ab dem 3./2. Jahrhundert v. Chr. geschehen sein, da sich erst dann die buddhistische Lehre im südostasiatischen Raum auszubreiten begann.
Es kursiert auch die Annahme, die buddhistischen Mönche selbst hätten die Thaimassage entwickelt, um sich von den Folgen langer Meditationsstellungen zu kurieren.

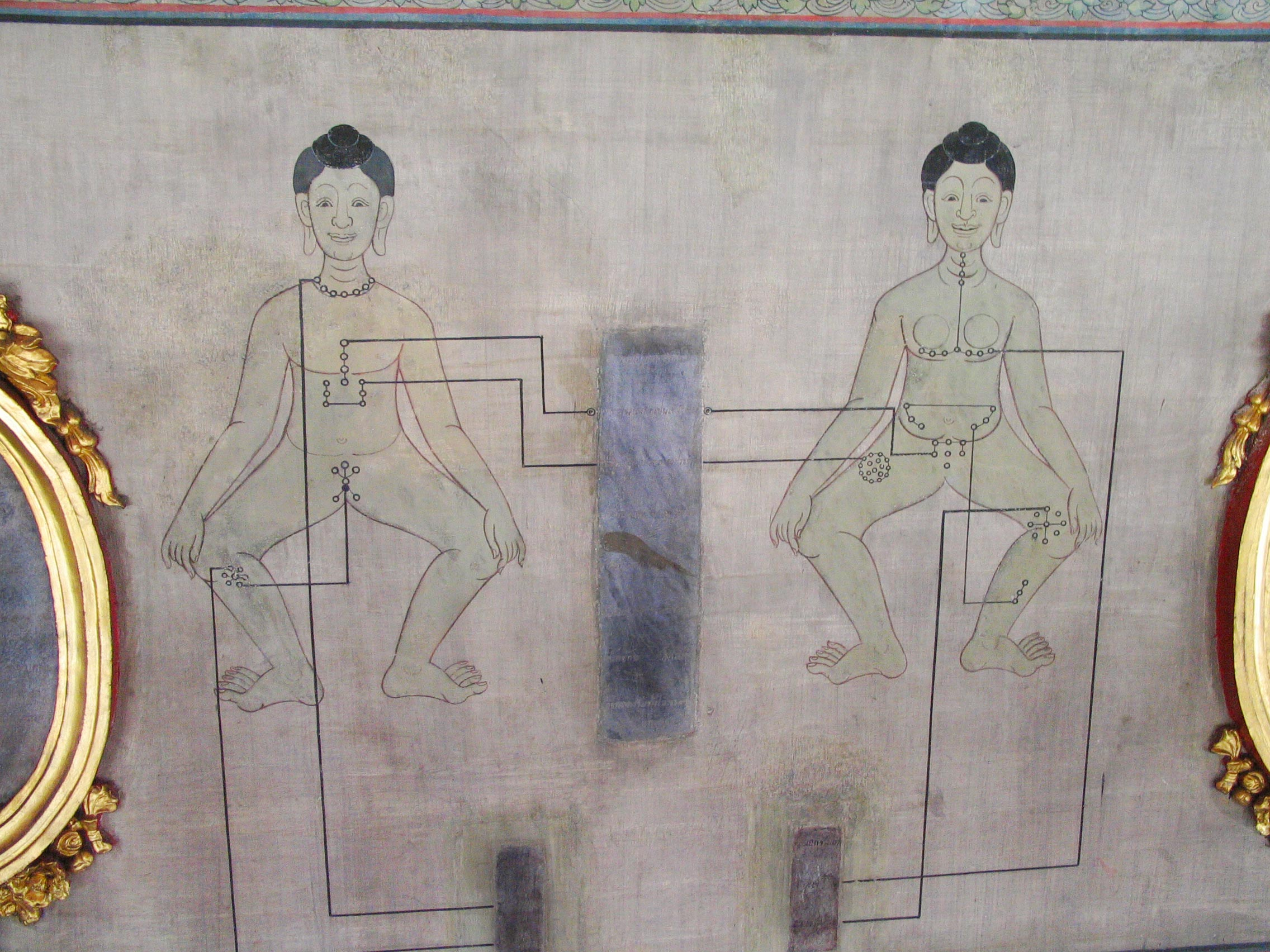
Ausschnitt der Lehr-Darstellung im „Medizin-Pavillon“ des Wat Pho, Bangkok

Die einzigen schriftlichen Überreste zur Thai-Massage sind auf Palmblättern in Pali-Sprache und Khmerschrift verfasst und wurden 1832 vom damaligen thailändischen König Nang Klao (Rama III.) im Tempel Wat Pho in Bangkok in 60 Steintafeln graviert (Epigravuren sind dort noch heute zu besichtigen). Alle anderen Zeugnisse gingen bereits 1767 bei der Zerstörung der alten thailändischen Königstadt Ayutthaya durch burmesische Eroberer verloren.
Da das Wissen um diese Massagekunst vermutlich mit dem Buddhismus den indischen Subkontinent verlassen hat, wird sie in Indien heute nicht mehr praktiziert. Die dort verbreiteten Techniken sind als indische Yogamassage oder ayurvedische Massage bekannt.
Es ist denkbar, dass in Siam bereits Massageformen existierten, die sich mit der neuen Lehre mischten, und es ist auch nicht auszuschließen, dass im Laufe der Jahrhunderte über Handelsbeziehungen zu China die traditionelle chinesische Medizin Einfluss auf die Methode gewonnen hat.
Die traditionelle Thai-Massage ist auch in ihrer heutigen Praxis dem Buddhismus verbunden. Sie wird mit Metta (im südlichen Buddhismus gebräuchlicher Begriff für liebende Güte) angewandt. Die Meister sind in der Regel tief religiöse Menschen, die die Massage im Zustand der Achtsamkeit, des Gleichmuts, des Mitgefühls und der anteilnehmenden Freude ausführen.

## Wirkungsweise

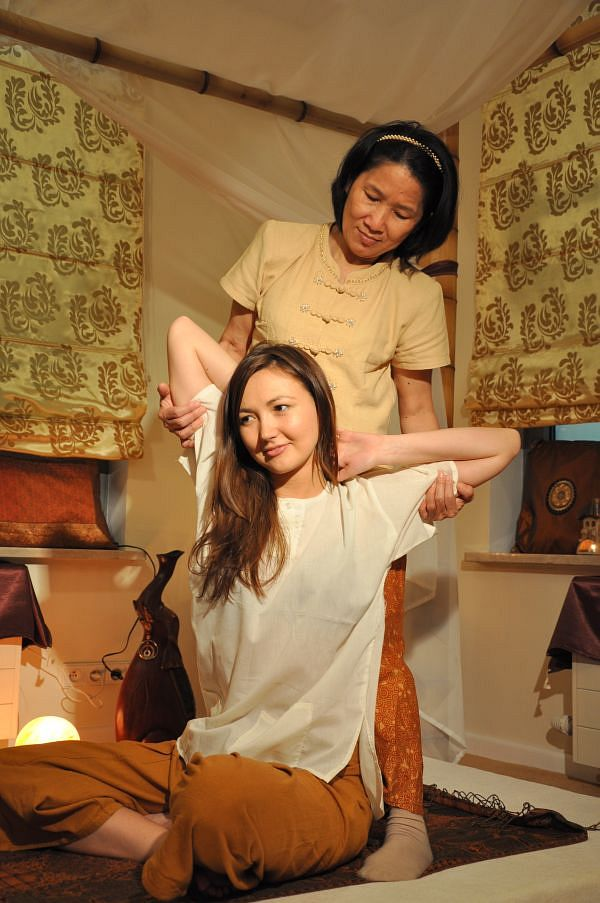
Drehung des Rückgrats im Sitzen

Da die Wirkung der Massage traditionell auf „Energielinien“ zurückgeführt wurde, die sich mit der modernen Medizin nicht vereinbaren lassen, muss zwischen den älteren Annahmen und der heutigen, wissenschaftlichen Sicht unterschieden werden. Zumindest ein Teil der traditionell zugeschriebenen Wirkungen beruht daher auf dem Placeboeffekt.

### Nach traditionell asiatischer Lehre
Fundament der Thai-Massage ist das ayurvedische System der 72.000 Energielinien (nadis), von denen in der Thai-Massage zehn (sip sen – สิบเส้น) bearbeitet werden. Über diese Energielinien, auf denen die sogenannten Marmapunkte (Energiepunkte) liegen (im japanischen Shiatsu als Akupressurpunkte bekannt), soll der Mensch nach ayurvedischer Lehre mit Prana (Lebensenergie) versorgt werden. Prana soll dem Körper über die Atmung zugeführt werden können.
In den Dehnpositionen der Thai-Massage verbraucht die Muskulatur Sauerstoff und der Mensch wird angeregt, tiefer zu atmen. Intensive Druckmassagen bewirken ebenfalls eine verstärkte Atmung. Ein tiefer Atem fördert Entspannung und Regeneration (vermehrtes Prana).
In der Lehre der Thaimassage korrespondiert der Druck auf bestimmte Marmapunkte und Energielinien mit der Linderung unter anderem folgender körperlicher Leiden:
- Kopfschmerzen
- Übelkeit
- Verstopfung
- Durchfall
- Ohrensausen (Tinnitus)
- Schlafstörungen
- Schock
- Husten
- Knieschmerzen
- Rückenschmerzen
- Schwindel

### Aus wissenschaftlicher Sicht
- Druckpunktmassagen, wie sie auch von Alfons Cornelius[9] abgehandelt wurden,[10] regen die Blutzirkulation an.
- In der Dehnung kann die Muskulatur entspannen.
- Yogapositionen beeinflussen das skelettomuskuläre System und wirken sich auf die Körperhaltung aus.
- Drehungen, Beugungen und Streckungen der Wirbelsäule können durch Zug intensiviert werden und haben einen Effekt auf die körperliche Beweglichkeit.
- Positionen, in denen die Beine angehoben werden, fördern die Durchblutung und den Lymphfluss.
- Die Rotation der Gelenke trägt zur Produktion von Synovialflüssigkeit und damit zu körperlicher Geschmeidigkeit bei.
- In der Tiefenentspannung wird der Parasympathikus aktiviert, sodass die inneren Organe vermehrt durchblutet und der Stoffwechsel angeregt werden.
- Achtsame Berührung kann körperliches Wohlbefinden auslösen, und Hebetechniken können zu einem Gefühl der Geborgenheit führen.[1]

## Verbreitung
Die Thai-Massage wird in Thailand im familiären Umfeld oder von örtlichen Meistern zur Gesundheitsvorsorge praktiziert und findet zur Regeneration in Krankenhäusern Anwendung. In meist abgewandelter Form wird sie in der Tourismusbranche angeboten.
Seit den 1990er Jahren wird die traditionelle Thai-Massage bzw. Thai-Yoga-Massage auch im Westen gelehrt und verbreitet. In Deutschland wird die Thai-Massage in Yogazentren, Spas, Spa-Hotels und Privatpraxen ausgeübt.